# Chama florida
Chama florida är en musselart som beskrevs av Jean-Baptiste Lamarck 1819. Chama florida ingår i släktet Chama och familjen Chamidae. Inga underarter finns listade i Catalogue of Life.